# Svarthuvad solfjäderstjärt
Svarthuvad solfjäderstjärt (Rhipidura nigrocinnamomea) är en fågel i familjen solfjäderstjärtar inom ordningen tättingar.

## Utseende och läte
Svarthuvad solfjäderstjärt är en rätt liten fågel med en lång stjärt som ofta hålls rest och utbredd som en solfjäder. Ovansidan är roströd med mörkare vingar, undersidan ljusorange. Huvudet är svart med ett brett vitt ögonbrynsstreck. Bland lätena hörs vassa "gyuk!" eller raspigt tjatter.

## Utbredning och systematik
Svarthuvad solfjäderstjärt förekommer i bergsskogar på Mindanao i Filippinerna. Den delas in i två underarter:
- Rhipidura nigrocinnamomea hutchinsoni – norra Mindanao)
- Rhipidura nigrocinnamomea nigrocinnamomea – sydöstra Mindanao)

## Levnadssätt
Svarthuvad solfjäderstjärt hittas i bergsskogar. Där födosöker den i undervegetationen efter insekter. Den slår ofta följe med kringvandrande artblandade flockar.

## Status
Trots det begränsade utbredningsområdet och det faktum att den minskar i antal anses beståndet vara livskraftigt av internationella naturvårdsunionen IUCN.